# Rapid Communications in Mass Spectrometry
Rapid Communications in Mass Spectrometry (abrégé en Rapid Commun. Mass Spectrom. ou RCM) est une revue scientifique bimensuelle à comité de lecture qui publie des articles sous forme de communications dans le domaine de la spectrométrie de masse.
D'après le Journal Citation Reports, le facteur d'impact de ce journal était de 2,253 en 2014. Actuellement, les directeurs de publication sont David Goodlett (Université de Washington, États-Unis), John J. Monaghan (Université d'Édimbourg, Royaume-Uni), Pierre Thibault (Université de Montréal, Canada) et Dietrich Volmer.